# Аказёнок, Борис Иванович
Бори́с Ива́нович Аказёнок (5 [18] июля 1913 — 23 марта 1996) — советский судоводитель, в годы Великой Отечественной войны рулевой лесовоза «Старый большевик» Мурманского морского пароходства, Герой Советского Союза (1942).

## Биография
Родился 5 (18) июля 1913 год в деревне Большая Будница Городокского уезда Витебской губернии (ныне Невельский район Псковской области) в семье крестьянина. По национальности русский. С 1932 года работал на шинном заводе в Ленинграде. В 1935—1937 годах проходил срочную службу на флоте. В 1937 окончил учебный комбинат Балтийского морского пароходства. Ходил на кораблях в Балтике.
Во время Великой Отечественной войны — рулевой лесовоза «Старый большевик», переоборудованного под грузовой теплоход. 28 мая 1942 года теплоход, гружённый военной техникой, боеприпасами, бензином и продовольствием, следовал в составе союзного конвоя PQ-16 из Рейкьявика (Исландия) в Мурманск. В пути караван судов был атакован вражескими самолётами и подводными лодками. Трижды, благодаря умелому маневрированию рулевого, теплоход избежал торпедирования. Огнём из кормового зенитного орудия Б. И. Аказёнок сбил самолёт противника. Когда от взрыва вражеской бомбы на судне возник пожар, Б. И. Аказёнок первым бросился в трюм, где находились снаряды и зажигательные бомбы. Считая положение горящего судна безнадёжным, английское командование эскорта предложило экипажу покинуть его, но ни один из моряков не оставил корабль. Конвой ушёл, оставив горящий лесовоз. Восемь часов шла упорнейшая борьба с огнём. Экипаж спас свой теплоход от огня, устранил повреждения и вовремя прибыл в Мурманск, доставив необходимые фронту военные грузы. В Кольском заливе израненный теплоход был встречен салютом боевых кораблей.
За мужество и героизм, проявленные при выполнении служебного долга, Борису Ивановичу Аказёнку 28 июня 1942 года присвоено звание Героя Советского Союза с вручением ордена Ленина и медали «Золотая Звезда» (№ 797).
После войны окончил штурманские курсы, прошёл путь от четвёртого помощника капитана до капитана лихтера, был штурманом Балтийского морского пароходства. После ухода на пенсию продолжал трудиться на ремонтирующихся судах на Канонерском судоремонтном заводе, на немагнитной шхуне «Заря» Академии наук СССР.
Жил в Ленинграде (с 1991 года Санкт-Петербург). Умер 23 марта 1996 года. Похоронен в Санкт-Петербурге, на Красненьком кладбище.

## Награды
- Герой Советского Союза (28 июня 1942) — за образцовое выполнение заданий Правительства по доставке из-за границы военного снаряжения и проявленные отвагу и геройство при отражении нападения противника в море
- Орден Ленина (28 июня 1942) — за образцовое выполнение заданий Правительства по доставке из-за границы военного снаряжения и проявленные отвагу и геройство при отражении нападения противника в море

- Орден Отечественной войны I степени